# Gostemitz
Gostemitz ist ein Ortsteil der Gemeinde Jesewitz im Landkreis Nordsachsen, Sachsen.

## Lage
Der Ort liegt südlich des Hauptortes Jesewitz. Es führen keine klassifizierten Straßen durch das Dorf.

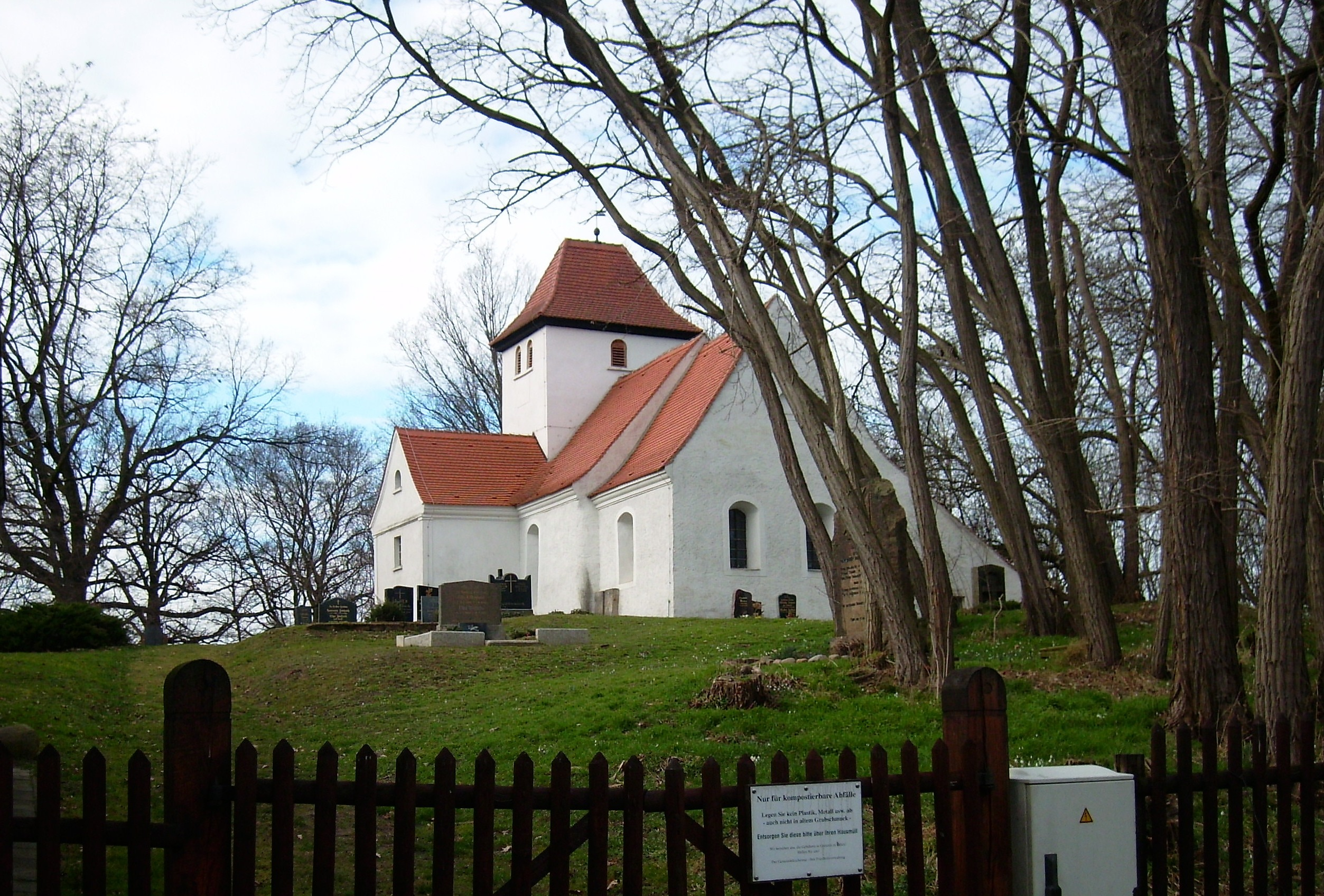
Dorfkirche Gostemitz

## Geschichte
Vermutlich wurde der Ort bereits vor 1200 gegründet. Das lässt sich daraus schließen, weil zu diesem Zeitpunkt dort eine Kirche als Wehrkirche erwähnt wurde. Gostemitz gehört zum Pfarrbezirk Weltewitz. In der Kirche ist noch ein Opferstein aus der Zeit der Slawen zu sehen. Im Inneren befindet sich auch ein barockes Epitaph. 1689 erhält das Gebäude einen Kirchturm. Der spätromanische Bau erfährt gleichzeitig eine Barockisierung.
Gostemitz gehörte bis 1815 zum kursächsischen bzw. königlich-sächsischen Amt Eilenburg. Durch die Beschlüsse des Wiener Kongresses kam der Ort zu Preußen und wurde 1816 dem Kreis Delitzsch im Regierungsbezirk Merseburg der Provinz Sachsen zugeteilt, zu dem er bis 1952 gehörte.
Am 20. Juli 1950 erfolgte die Eingemeindung nach Gotha. Im Zuge der zweiten Kreisreform in der DDR im Jahr 1952 wurde Gotha mit Gostemitz dem Kreis Eilenburg im Bezirk Leipzig angeschlossen, welcher 1994 im Landkreis Delitzsch aufging. Durch die Bildung der Großgemeinde Jesewitz am 1. März 1994 gehört Gostemitz seitdem als Ortsteil zu Jesewitz.

## Kultur und Sehenswürdigkeiten
- Die Dorfkirche Gostemitz ist eine Saalkirche aus dem 12. Jahrhundert, die im 17. Jahrhundert verändert wurde. Die barocke Kirchenausstattung stammt weitgehend aus dieser Zeit. Sie wird von Amelie Seck von der Deutschen Stiftung Denkmalschutz als „kostbar“ bezeichnet, ist im 21. Jahrhundert aber stark sanierungsbedürftig. 2017 stürzten im Bereich des Altars mehrere Putzbrocken von der Decke. Seit 2021 wurde die Kirche mit Mitteln der Deutschen Stiftung Denkmalschutz saniert.[4]